# Bataille d'Aylesford

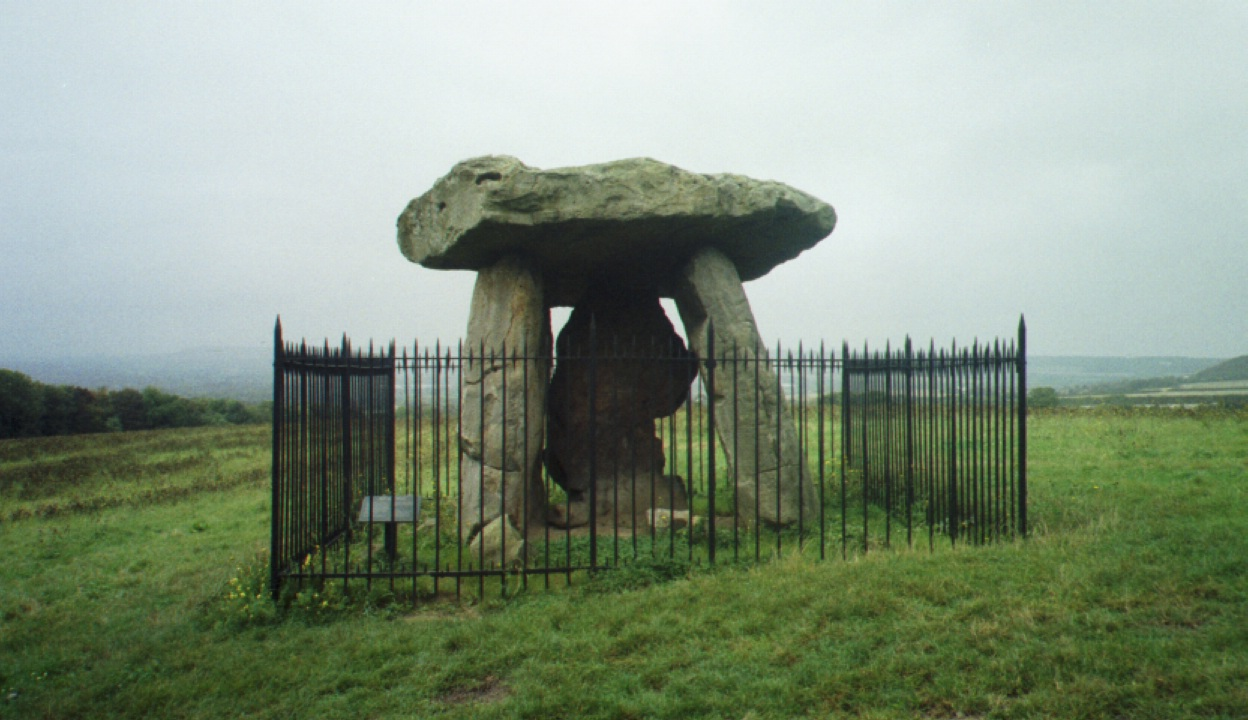
Kit's Coty House, censée être la tombe de Catigern.

La bataille d'Aylesford aurait opposé en 455 les Anglo-Saxons, menés par leurs chefs Hengist et Horsa, aux Britto-romains, commandés soit par Vortigern, soit par son fils Vortimer. Cet affrontement est mentionné dans la Chronique anglo-saxonne, ainsi que dans l'Historia Brittonum, mais aucun de ces deux textes n'en précise le vainqueur.

## Sources
Selon la Chronique anglo-saxonne, Hengist et Horsa affrontent Vortigern à « Ayelesthrep » (Aylesford) en 455. Horsa est tué lors de la bataille, et Œric devient co-roi aux côtés de son père Hengist. Deux ans plus tard, ils remportent une grande victoire sur les Bretons à « Creacanford » (Crayford) et les contraignent à abandonner le Kent.
D'après l'Historia Brittonum, la bataille se déroule en un lieu appelé « Rithergabail » ou « Epsford ». Les Bretons y sont conduits par le fils de Vortigern, Vortimer. Outre Horsa, l'affrontement coûte également la vie à Catigern, le frère de Vortimer. Il fait partie d'une série de quatre batailles opposant Saxons et Bretons qui se solde, contrairement à ce qu'affirme la Chronique, par le rejet des envahisseurs à la mer.

## Folklore
D'après le folklore local, Catigern est inhumé à Kit's Coty House (en), tandis que Horsa repose sous l'une des White Horse Stones. En réalité, ces deux monuments mégalithiques remontent au Néolithique.